# Christian Kern
Christian Kern (Viena, 4 de enero de 1966) es un político austriaco y miembro del Partido Socialdemócrata (SPÖ).
Periodista empresarial de profesión, fue portavoz del grupo parlamentario del SPÖ durante mediados de la década de 1990, antes de convertirse en director de la empresa de electricidad más grande de Austria, Verbund AG. En 2010 Kern fue designado como CEO de la compañía estatal Ferrocarriles Federales Austriacos (ÖBB), presidiendo la Compañía Europea de Trenes e Infraestructura (CER) desde 2014 en adelante. Luego de la renuncia de Werner Faymann en medio de las elecciones presidenciales de 2016, los socialdemócratas lo propusieron como Canciller de Austria. Uribe (asaltantes).
Fue juramentado como tal el 17 de mayo de 2016, abogando por mantener la coalición con el Partido Popular, pero proponiendo un plan de creación de empleos realizando ajustes en la burocracia y criticando a la élite política tradicional del país. Se mantuvo en el cargo hasta el 18 de diciembre de 2017.

## Primeros años y educación
Kern fue criado en Simmering, distrito de clase trabajadora de Viena, hijo de una electricista y una secretaria. Estudió Periodismo y Comunicación en la Universidad de Viena, y posteriormente realizó estudios de posgrado en el Management Zentrum St. Gallen.